# NGC 5164
NGC 5164 је спирална галаксија у сазвежђу Велики медвед која се налази на NGC листи објеката дубоког неба.
Деклинација објекта је + 55° 29' 13" а ректасцензија 13h 27m 11,9s. Привидна величина (магнитуда) објекта NGC 5164 износи 13,7 а фотографска магнитуда 14,5. NGC 5164 је још познат и под ознакама UGC 8458, MCG 9-22-63, MK 257, CGCG 271-41, KCPG 376, PGC 47124.